# Blärefältmätare
Blärefältmätare (Perizoma affinitata) är en fjärilsart som beskrevs av James Francis Stephens 1831. Blärefältmätare ingår i släktet Perizoma och familjen mätare. Arten är reproducerande i Sverige. Inga underarter finns listade i Catalogue of Life.

## Bildgalleri

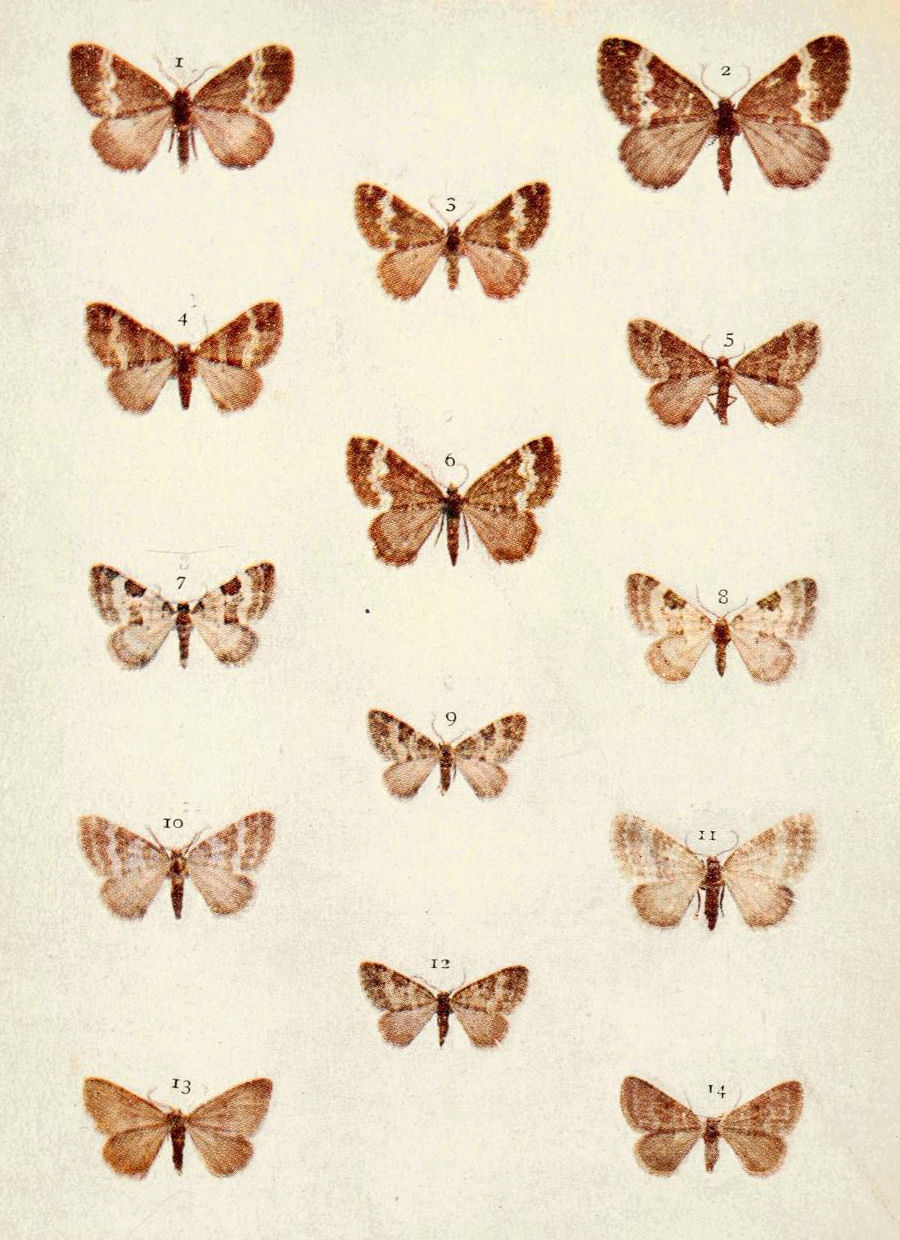